# フォーブスの「アメリカで最も裕福なセレブリティ」
フォーブスの「アメリカで最も裕福なセレブリティ」（フォーブスのアメリカでもっともゆうふくなセレブリティ、America's Wealthiest Celebrities ）は、経済誌フォーブスが毎年、年度末に公開している、著名人（セレブリティ）の純資産調査に基づく公的な報道である。

## 概要
この調査にはマイクロソフト設立者のビルゲイツやアマゾン現・CEOのジェフ・ベゾスと言った経営陣らは含まれない。対象となるのは俳優やスポーツ選手、映画監督やミュージシャンと言ったクリエイター、アーティスト等の所謂『エンターテインメント』を生業としている者達である。

## ランキング
ここには最新版（2018年末調査）を記載する。リストには毎年10名のトップ陣達が選ばれ、彼らの名前、年齢（リスト入り時点）、職業、純資産総額が記載されている。
| 順位 | 名前                         | 年齢               | 職業                                         | 純資産総額 |
| ---- | ---------------------------- | ------------------ | -------------------------------------------- | ---------- |
| 1位  | ジョージ・ルーカス           | 75歳               | 映画監督・映画プロデューサー・脚本家・実業家 | 54億ドル   |
| 2位  | スティーブン・スピルバーグ   | 72歳               | 映画監督・映画プロデューサー                 | 37億ドル   |
| 3位  | オプラ・ウィンフリー         | 65歳               | テレビ司会者・番組プロデューサー・実業家     | 28億ドル   |
| 4位  | マイケル・ジョーダン         | 56歳               | （元）スポーツ選手・実業家                   | 17億ドル   |
| 5位  | カイリー・ジェンナー         | 21歳（史上最年少） | ファッションモデル・女優・実業家             | 9億ドル    |
| 5位  | ジェイ・Z                    | 49歳               | ミュージシャン・実業家                       | 9億ドル    |
| 7位  | デビッド・カッパーフィールド | 62歳               | マジシャン                                   | 8.75億ドル |
| 8位  | Diddy（ショーン・コムズ）    | 49歳               | ミュージシャン・実業家                       | 8.25億ドル |
| 9位  | タイガー・ウッズ             | 43歳               | スポーツ選手                                 | 8億ドル    |
| 9位  | ジェイムズ・パタースン       | 72歳               | 作家                                         | 8億ドル    |

名声と富は、少なくとも一部の人々にとっては密接に関係している。スターウォーズの作家ジョージ・ルーカスは、主に彼のルーカスフィルム制作会社が2012年に41億ドルでディズニーに売却したときにポケットに入れた財産のおかげで、54億ドルの純資産で、アメリカの最も裕福な著名人のランキングをリードしている。
彼はこの売却によって、仲間の映画製作者スティーブン・スピルバーグ（2位、37億ドル）とメディア大御所オプラ（3位、28億ドル）を抜いた。
マイケルジョーダン（4位、17億ドル）は、スニーカーの運用と、ますます貴重なシャーロット・ホーネッツへの90％の出資により純資産が4億ドル増加し、順位を上げた。バスケットボールチームへの彼の出資額は、推定8億ドルとされている。更に自身が評価しているeスポーツ連盟や、それに関係する会社への出資も行い、現在も資産を伸ばしている。
「ソーシャルメディアは素晴らしいプラットフォームです。」「私はファンと私の顧客にとても簡単にアクセスできます。」と史上最年少のリスト入りを果たしたカイリー・ジェンナーは、彼女を成功させたメディアについて語っている。
ミュージシャンで最大のドル獲得者はジェンナーと同立で5位のジェイ・Z（9億ドル）である。アルマン・ド・ブリニャック・シャンパンやD'Ussécognacなどの企業での有利な利害関係に加え、エンターテイメント帝国のロック・ネイションやストリーミングサービスTidalの保有により、彼の純資産は2017年の数字から9000万ドル増加した。
「あなたがもしアーティストになると言うとお金を稼ぐことができないと説得される、これが人々がアーティストの足を引っ張る事となっていた、音楽における最も偉大なトリックだった。」とジェイ・Zはフォーブスの 2010年の記事にて語っており、彼は補助事業の成功を想定していた。「スタジオにいるとき、私達は芸術家であり、音楽を作り、そしてそれが終わった後、私達はそれを世界に売り出します。それが悪いことではないと思います。実際、私は何も問題が無い事を知っていた。」とインタビューに答えた。
ジェイの仲間のラッパーであるDiddy（ショーン・コムズ）（8位：8億2千万ドル）を上回っている。彼は作家と’’魔術師’’を含むランキングでジェイ以外で唯一のミュージシャンである。
このリストは、以前にフォーブス400、億万長者のリストのために公表された純資産の収益と、アメリカの最も豊かな自作女性のランキングを使用した。これらのリストに載っていない有名人は、民間の会社の利益、上場資産を通じて集計された。該当する場合は、不動産、芸術、その他の資産も考慮に入れた。そのような持ち株を持たない芸能人のために、税金と支出の後の生涯純利益の見積もりに基づいている。彼らは『富』で有名になるのではなく、彼らの『名声』から金持ちになったアメリカ市民なのである。